# Dawa Tsering
Pour les articles homonymes, voir Dawa (prénom tibétain).
Dawa Tsering (tibétain : ཟླ་བ་ཚེ་རིང་, Wylie : zla ba tse ring), né en 1949 au Tibet et mort le 31 décembre 2006 en Virginie, est un homme politique, ministre des finances du gouvernement tibétain en exil, représentant du Bureau du Tibet, et animateur de radio tibétain. D'abord responsable du camp de réfugiés de Lugsung Samdubling, Kasur Dawa Tsering gravit les échelons jusqu'au poste de ministre, puis représentant du dalaï-lama au Bureau du Tibet à New York avant rejoindre le service en tibétain de Voice of America à Washington, D.C..

## Biographie
Né en 1949 au Tibet, il s'exile en 1959, emmené par un de ses frères aînés. Il rejoint le Bhoutan puis l'Inde. Sa mère est morte alors qu'il est tout jeune et son père a terminé ses jours prisonnier dans un camp de travail chinois.
Il était parmi le premier groupe d'élèves du secondaire à obtenir un diplôme de l'École centrale pour les Tibétains de Mussoorie.
Après avoir obtenu son baccalauréat ès arts de l'université de Delhi, il a été responsable du camp de réfugiés tibétains de Lugsung Samdubling à Bylakuppe à partir de 1972.
Il est nommé fonctionnaire tibétain en 1976, et fut à la tête de la Société coopérative du camp tibétain Phuntsokling dans l'État d'Orissa.
En 1981, il rejoint le ministère des Finances en tant que secrétaire adjoint, et a ensuite été promu au poste de secrétaire par intérim, puis secrétaire de ce département.
En 1991, le dalaï-lama l'a nommé président de la Commission de la fonction publique, un bureau autonome de l'Administration centrale tibétaine.
En septembre 1991, il est devenu membre du Kashag puis occupa le portefeuille du ministère des Finances du 10e Cabinet entre 1994 et 1996.
D'octobre 1996 à avril 1999, il a été représentant du dalaï-lama au Bureau du Tibet à New York.
Puis, il rejoignit le service en tibétain de Voice of America.
Kasur Dawa Tsering est survécu par son épouse et ses deux fils.